# Saint-Sulpice-de-Cognac
Saint-Sulpice-de-Cognac là một xã thuộc tỉnh Charente trong vùng Nouvelle-Aquitaine tây nam nước Pháp. Xã này có độ cao trung bình 40 mét trên mực nước biển.